# فرزین مهدی‌پور
فرزین مهدی‌پور (زاده ۱۳۴۰) کارگردان و فیلم‌نامه‌نویس ایرانی‌ست. وی فعالیت هنری خود را با ساخت فیلم کوتاه آغاز کرد.

## آثار

### کارگردانی در سینما
- صله سحر (۱۳۹۴)
- شیر شکار‏ (۱۳۸۸)
- بزرگ خیلی بزرگ (۱۳۷۵)
- روز دیدنی (۱۳۷۳)

### کارگردان در تلویزیون
- مثل‌های خودمونی (مجموعه تلویزیونی ۱۳۸۶)
- مسافر سحر
- عکاسخانه (۱۳۸۳)

## نویسنده
- صله سحر (۱۳۹۴)
- بزرگ خیلی بزرگ (۱۳۷۵)
- روز دیدنی (۱۳۷۳)

## تهیه‌کننده
- بزرگ خیلی بزرگ (۱۳۷۵)

## تدوین
- صله سحر (۱۳۹۴)

## دستیار اول کارگردان
- انفجار در اتاق عمل (۱۳۷۰)